# Jiří Pauer
Jiří Pauer (født 22. februar 1919 i Libusín - død 28. december 2007 i Prag, Tjekkiet) var en tjekkisk komponist og lærer.
Pauer studerede på Prags Musikkonservatorium 1943-1946 hos Alois Hába, og derefter hos Pavel Borkovec på Academy of Performing Arts.
Han underviste senere samme sted som lærer i komposition, og uddannede mange fremtidige komponister i tjekkiet.
Pauer har skrevet mange værker med vægt på messingblæsere og orkestermusik. Han har skrevet en symfoni, orkesterværker, operaer, koncerter etc.

## Udvalgte værker
- Symfoni (1978) - for strygerorkester
- Fagotkoncert (1949) - for fagot og orkester
- Hornkoncert (1958) - for horn og orkester
- Trompetkoncert (1972) - for trompet og orkester
- Koncertmusik  (1971) - for orkester